# Dorsal de Cumbre Vieja
La Dorsal de Cumbre Vieja o sector sur, es una dorsal volcánica activa en la isla de La Palma en las Islas Canarias. Constituye una estructura volcánica que se reactiva hacia los 0,123 Ma a través del rift N-S de 21,5 km de longitud que construye lo que se llama Dorsal de Cumbre Vieja. Esta columna vertebral se extiende en una dirección aproximada de norte a sur, que comprende la mitad sur de La Palma, con la cresta de la cumbre y los flancos marcados por docenas de cráteres y conos. La última erupción se inició el 19 de septiembre de 2021 en una zona boscosa de la localidad de Las Manchas conocida como Cabeza de Vaca. Los flujos de lava llegaron rápidamente a las áreas pobladas cuesta abajo, se extendieron a través de los asentamientos y las plantaciones de plátano, destruyeron miles de edificios y, en última instancia, se derramaron sobre acantilados empinados en el océano para agrandar la isla en varios lugares. El volcán se calmó el 13 de diciembre de 2021, el 25 de diciembre de 2021 el gobierno local declaró que la erupción había terminado.
Sobre esta dorsal se han producido las siete erupciones históricas, de los últimos 500 años, habidas en la isla.

## Historia
Las erupciones históricas de Cumbre Vieja han sido en los años 1470, 1585, 1646, 1677, 1712, 1949, 1971 y 2021. La actividad eruptiva de la esta cordillera data de más de 123.000 años.

### Erupción de 1949
La erupción se inició el 24 de junio de 1949 en el volcán de San Juan. Durante esa erupción se abrieron tres respiradores y la lava fluyó desde los respiradores: Duraznero, Llano del Banco y Hoyo Negro. Hubo dos terremotos durante la erupción con el epicentro cerca de Jedey. Se considera que este proceso fue provocado por la presión del agua calentada por el magma cuando se elevaba. Siguiendo la erupción hubo una fractura de unos dos km y medio de longitud.[cita requerida]

### Erupción de 1971
En 1971 hubo una erupción en la parte final sur de Cumbre Vieja en el respirador de Teneguía. Fue principalmente una erupción estromboliana sin actividad sísmica.

### Erupción de 2021

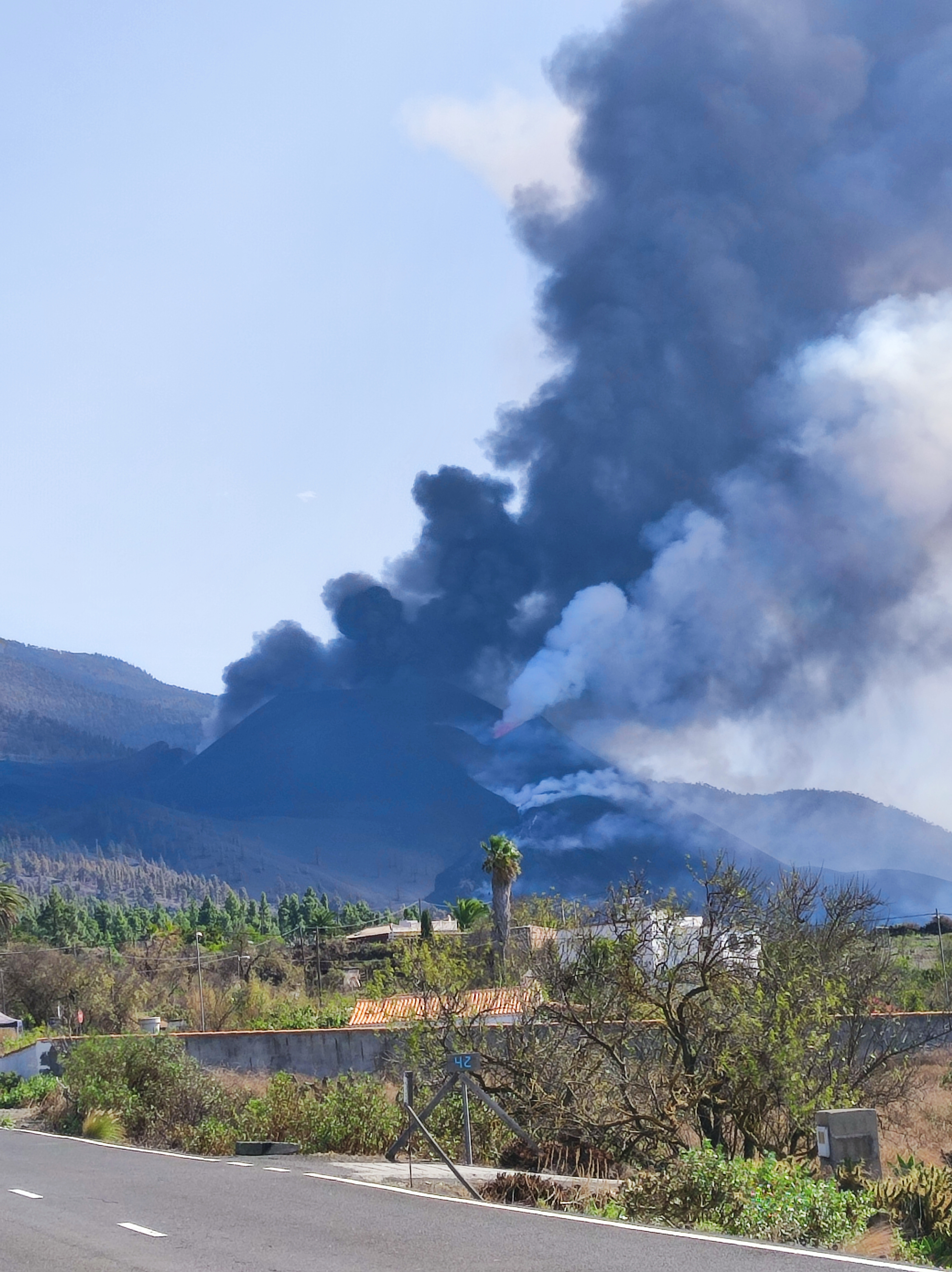
Erupción de 2021

El 19 de septiembre de 2021 entró en erupción un nuevo volcán en torno a las 15 horas (hora local), precedido de un pequeño terremoto y una gran explosión a la que le siguió una enorme columna de humo y la expulsión de piroclastos. Ocho días antes había comenzado un enjambre sísmico con más de 25.000 terremotos a distintas profundidades.